# Bajka o zlatnom pjetliću
Bajka o zlatnom pjetliću (rus. Сказка о золотом петушке) - bajka koju je napisao Aleksandar Sergejevič Puškin, a ujedno i zadnje njegovo djelo takve vrste. Bajku je napisao 1834., a prvi put je objavljena sljedeće godine u časopisu "Biblioteka za čitanje" (tom IX, knjiga 16).

## Siže
Car Dadon je stalno trpio neočekivane napade neprijatelja. Za obećanje da će mu ispuniti bilo koju želju, dobio je od mudraca-zvjezdoznanca zlatnog pjetlića koji ga je vjerno izvještavao o približavanju neprijateljske vojske. Budući da se starac dugo nije pojavljivao i ništa nije tražio zauzvrat, Dadon se umirio i zaboravio na svoje obećanje. Međutim, kad je odlučio oženiti djevojku neviđene ljepote, caricu od Šamahana, starac se pojavio i zatražio upravo nju. Car je pokušao odvratiti mudraca od namjere, ali taj je bio uporan, te ga je car u naletu srdžbe ubio. Za osvetu ga je zlatni pjetlić na samom ulazu u grad napao i ubio.

## Podrijetlo sižea
U povijesti proučavanja Bajke o zlatnom pjetliću važnu je ulogu odigrao manji članak Ane Ahmatove "Zadnja Puškinova bajka", u kojoj kao izvor sižea bajke navodi novelu Legende o arapskom zvjezdoznancu» W. Irvinga, a također upućivanje V. Sipovskog u članku "Ruslan i Ljudmila" (1906.) na Priču o Zlatnom pijetlu Friedricha Maximiliana von Klingera. Osim toga, puškinisti vide u djelu utjecaj satirika Krilova (pripovijest Kaib) i bajkovite motive Kneginjice Miluše pjesnika i dramaturga Pavla Katenina.
Također je bio razotkriven praizvor sižea koji počinje u folkloru Kopta, očuvanom u arapskom povijesnom zborniku Kitab ahbar azzaman va-l-adjaib al-buldan koji je preveo Pierre Vattier prema rukopisu iz sabranih djela kardinala Mazarina, prepisanog 1584. Ova legenda prenosi pripovijedanje u vremena drevnog Egipta:
U tim knjigama Kopta spominje se među carevima - poganska svećenica po imenu Borsa koja je dijelila pravdu sjedeći na plamenom tronu. Kada bi ju netko dolazio moliti za pravdu i ako je stvar bila pravedna i čovjek govorio istinu, vatra bi se odmicala od njega. Kad je, pak, čovjek bio lažac i prevarant, on bi, kad bi se približio vatri, istog časa izgorio.
Ta čarobnica naređuje da se iz tvrdog crvenog kamena napravi vrtljivi kip ovna u obliku mlinskog žrvnja, a nad probušenim pijedestalom podigne željezna šipka s brončanim pijetlom na oštrici. Građevina se nalazila na gori koju su nazvali "gorom Ovna" (gdje je kasnije bila izgrađena džamija Ibn Tuluna). Kada bi neprijatelj krenuo u napad na Egipat, kameni ovan bi gledao u pravcu iz kojeg dolazi protivnik, dok bi istovremeno pjevao.
Niz istraživača primjećuje u bajci nedvosmislena upućivanja na sektu eunuha: zvjezdoznanac je bio "eunuh", a grad Şamaxı je odavno bio mjesto progona i naseljavanja sektaša-eunuha iz raznih mjesta Rusije.

## Kazališne predstave i ekranizacije
- Bajka o zlatnom pjetliću - opera Rimskog-Korsakova, napisana 1908.[11]
- Bajka o zlatnom pjetliću - sovjetski animirani film iz 1967. (Sojuzmultfilm)[12]